# タレイア (カリス)

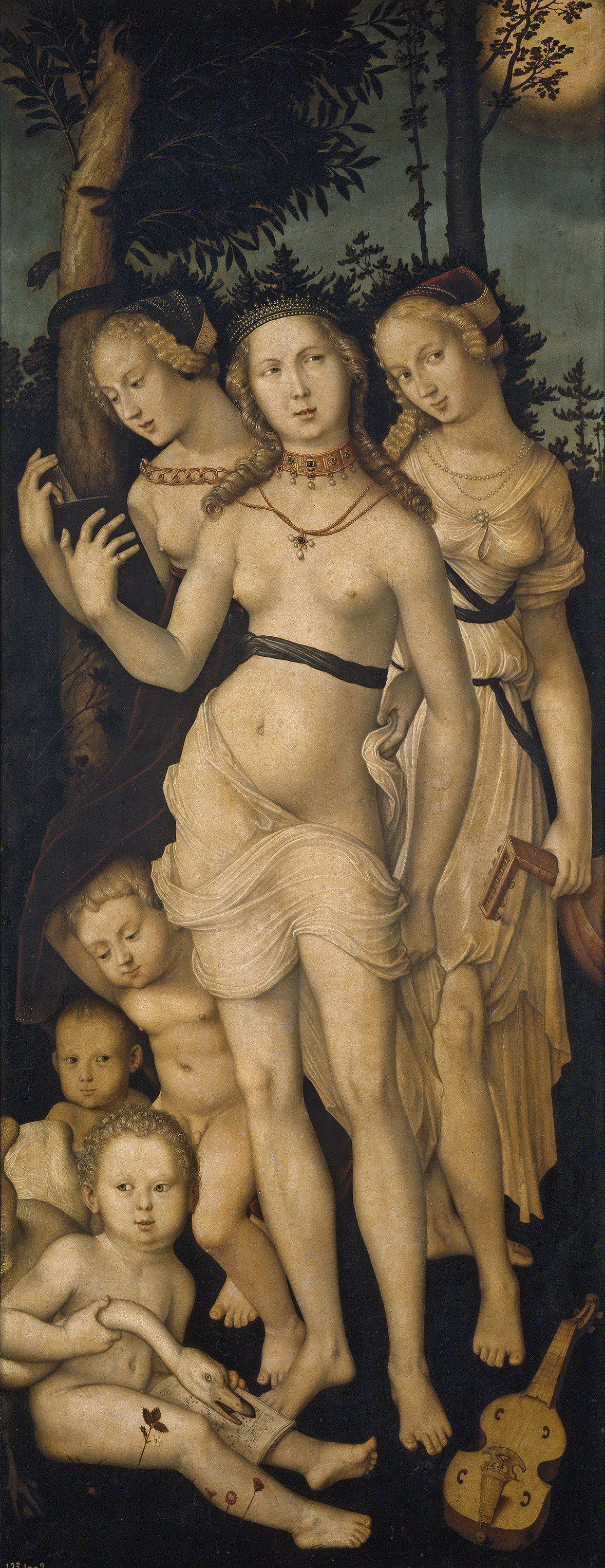
ハンス・バルドゥングの1541年-1544年頃の絵画『三美神』。マドリード、プラド美術館所蔵。

タレイア（古希: Θάλεια, Thaleia）は、ギリシア神話に登場する女神である。アプロディーテーの侍女である三美神カリスの一柱で豊かさと開花を司る。古代ギリシア語の「開花」・「繁栄」・「花盛り」を意味する θάλλεω が語源。
ヘーシオドスの『神統記』によれば、ゼウスとエウリュノメーの間に生まれた3人の娘の1人で、「愛らしいタレイア(lovely Thalia)」と呼ばれており、アグライアーとエウプロシュネーは彼女の姉妹。